# Dolichomitus foxleei
Dolichomitus foxleei là một loài tò vò trong họ Ichneumonidae.